# Gmina Arden (Dania)
Gmina Arden (duń. Arden Kommune) – istniejąca w latach 1970–2006 gmina w Danii w okręgu północnej Jutlandii (Nordjyllands Amt). Siedzibą władz gminy było miasto Arden. Gmina Arden została utworzona 1 kwietnia 1970 na mocy reformy podziału administracyjnego Danii. Po kolejnej reformie administracyjnej w roku 2007 weszła w skład nowej gminy Mariagerfjord.

## Dane liczbowe
- Liczba ludności: (♀ 4352 + ♂ 4161) = 8513
  - wiek 0–6: 9,0%
  - wiek 7–16: 16,3%
  - wiek 17–66: 62,5%
  - wiek 67+: 12,3%
- zagęszczenie ludności: 37,5 osób/km²
- bezrobocie: 4,3% osób w wieku 17–66 lat
- cudzoziemcy z UE, Skandynawii i USA: 87 na 10 000 osób
- cudzoziemcy z krajów Trzeciego Świata: 149 na 10 000 osób
- liczba szkół podstawowych: 5 (liczba klas: 62)